# Parelectra exaggerata
Parelectra exaggerata là một loài bướm đêm trong họ Noctuidae.